# Невский (Завьяловский район)
 Невский — упразднённый населённый пункт (разъезд) в Завьяловском районе Алтайского края России. Входил в состав Светловского сельсовета.

## География
Разъезд находился в западной части Алтайского края, в пределах Кулундинской равнины.

## История
Упразднён согласно Закону Алтайского края от 10 июня 2009 г. № 35-ЗС «Об упразднении разъезда Невский Светловского сельсовета Завьяловского района Алтайского края и поселка Карасево Сузопского сельсовета Солтонского района Алтайского края и о внесении изменений в отдельные законы Алтайского края»

## Население
| 1997 | 1998 | 1999 | 2000 | 2001 | 2002 | 2003 |
| ---- | ---- | ---- | ---- | ---- | ---- | ---- |
| 13   | ↘12  | ↘6   | ↘3   | ↘2   | →2   | →2   |
| 2004 | 2005 | 2006 |      |      |      |      |
| →2   | →2   | ↘1   |      |      |      |      |

## Инфраструктура
Из Пояснительной записки к проекту закона Алтайского края «Об упразднении разъезда Невский Светловского сельсовета Завьяловского района Алтайского края и посёлка Карасево Сузопского сельсовета Солтонского района Алтайского края и о внесении изменений в отдельные законы Алтайского края»
По состоянию на 1 января 2009 года населения, проживающего в разъезде, нет, отсутствуют жилые помещения и постройки, что подтверждается актом комиссии, созданной на основании распоряжения главы администрации Светловского сельсовета от 10.02.2009 № 12. Вместе с тем на территории населённого пункта расположено здание бывшего железнодорожного вокзала, балансодержателем которого является Алтайское отделение структурного подразделения Западно-Сибирской железной дороги ОАО «Российские железные дороги». Железнодорожный вокзал по прямому назначению не используется. В здании находится техническое оборудование для обслуживания прилегающего железнодорожного полотна. Согласно акту об обследовании территории разъезда Невский Светловского сельсовета Завьяловского района Алтайского края оснований для восстановления населённого пункта нет, перспективы его дальнейшего развития отсутствуют. Учитывая данные обстоятельства, Совет депутатов Светловского сельсовета Завьяловского района Алтайского края обратился с ходатайством об упразднении населённого пункта разъезда Невский Светловского сельсовета Завьяловского района Алтайского края (решение от 20.03.2009 № 31).